# Salim Touahri
Salim Touahri (ur. 28 września 1989 w Krakowie) – polski zawodnik mieszanych sztuk walki wagi półśredniej pochodzenia algierskiego. W latach 2017–2020 był zawodnikiem organizacji UFC.

## Życiorys i początki w sportowej karierze
Jest synem Polki i Algierczyka, po którym przejął nazwisko. Urodził się w Krakowie. W dzieciństwie grał w piłkę nożną. Mieszane sztuki walki (ówczesne vale tudo) zaczął trenować w wieku 14 lat, kiedy został zaprowadzony przez swoją mamę do klubu Grappling Kraków. W klubie na pierwszym treningu zapoznał się z brazylijskim jiu-jitsu i poddał 8-krotnie prezesa tego klubu Marcina Dudka. Następnie zaczął startować na różnych zawodach tej dziedziny, zdobywając medale ogólnopolskie i międzynarodowe. W 2009 roku został Mistrzem Polski BJJ w kategorii wagowej do -88,3 kg, a rok wcześniej zdobył Puchar Polski. Miał rok starszego brata, Farida, który zginął w wypadku samochodowym w 2015 roku.

## Kariera MMA

### Shooto
Przed zawodową karierą startował amatorsko w organizacji Shooto, zostając m.in. trzykrotnie zwycięzcą Ligi Shooto w kategorii do -83 kg oraz w 2010 Mistrzem Polski w Shooto w tej samej kategorii.

### Początki zawodowej kariery
Zawodowo w mieszanych sztukach walki zadebiutował 20 listopada 2010 na gali Black Dragon: Fight Show w Andrychowie. Zwyciężył już po półtorej minuty rundy pierwszej przez nokaut z Rafałem Kowalskim.
Drugą walkę stoczył 7 lipca 2012 podczas gali MMA Andrychów, na której to poddał duszeniem trójkątnym rękoma w trzeciej rundzie Daniela Tobolika.
Dwie następne walki stoczył w listopadzie tego samego roku. Najpierw poddał w pierwszej rundzie duszeniem zza pleców Igora Smitha, a następnie przewalczył pełen dystans ze Zbigniewem Żłobińskim, którego pokonał jednogłośną decyzją sędziowską.
3 kwietnia 2013 dopisał piąte zawodowe zwycięstwo, pokonując przez techniczny nokaut Radosława Domańskiego na gali Superliga MSW 1 w Warszawie.

### Walka o pas PLMMA i kariera do 2016 roku
Po serii 5 zwycięstw dostał szansę walki o pas mistrza organizacji Profesjonalnej Ligi MMA. Pojedynek o tytuł mistrzowski stoczył 5 października 2013 w Andrychowie podczas gali PLMMA 22: Black Dragon. Już w 28 sekundzie starcia został znokautowany przez legitymującego się takim samym rekordem Paweła Żelazowskiego.
W lutym 2014 roku na gali Soul FC 2: The Next Battle w Zielonej Górze powrócił na zwycięską ścieżkę, zwyciężając przez techniczny nokaut (ciosy pięściami w parterze) w pierwszej rundzie z Bartłomiejem Ambroziakiem. Takim samym rezultatem, lecz tym razem w drugiej rundzie zwyciężył z reprezentantem Węgier Gaborem Szabo podczas kwietniowej gali Battle of Warriors 2 w Krakowie.
Następne dwie walki stoczył w Toruniu dla organizacji XCage. Najpierw w marcu 2015 (XCage 7: PLMMA 50 Extra) wypunktował większościową decyzją sędziowską Tomasza Romanowskiego, a następnie rok później (XCage 9: PLMMA 65 / AFC 10) znokautował ciosem na korpus w pierwszej rundzie bardziej doświadczonego Anglika, Matta Inmana.
29 października 2016 stoczył po raz pierwszy pojedynek poza granicą, występując na rosyjskiej gali Tech-Krep FC: PRIME Selection 2016 Finals w Krasnodarze. Już w pierwszej rundzie znokautował tamtejszego gospodarza ciosem lewym sierpowym.

### UFC
W 2017 roku podpisał kontrakt z najlepszą organizacją MMA na świecie Ultimate Fighting Championship.
W debiucie dla amerykańskiej promocji zadebiutował 21 października 2017 podczas gali UFC Fight Night: Cerrone vs. Till w Gdańsku. Przegrał z Brazylijczykiem Warlleyem Alvesem po pełnym dystansie werdyktem jednogłośnym.
Drugą walkę stoczył w 2018 roku na grudniowej gali UFC Fight Night: Dos Santos vs. Tuivasa, która miała miejsce w australijskiej Adelaide. Po 15 minutowym starciu uległ doświadczonemu Japończykowi, Keita Nakamurze niejednogłośnie na kartach punktowych.
3 sierpnia 2019 w ostatniej walce po raz trzeci poniósł porażkę na punkty. Tym razem jego pogromcą został Mickey Gall. Sędziowie jednogłośnie wskazali zwycięstwo Amerykanina.
W lutym 2020 roku federacja ogłosiła zwolnienie Touahriego z kontraktu.

### Clout MMA i MMA Attack
29 grudnia 2023 ogłoszono, że podpisał kontrakt z freak fightową organizacją Clout MMA. 8 czerwca 2024 w Katowicach podczas wydarzenia Clout MMA 5: AJ Challenge znokautował ciosem prawym prostym byłego zawodnika KSW, Gracjana Szadzińskiego.

#### Walka pokazowa
1 lutego 2025 w Będzinie, stoczył walkę pokazową (niezaliczaną do rekordu zawodowego) na łączonej gali Silesian MMA 20 & MMA Attack 5 & WIP 10. Jego przeciwnikiem był zawodowy bokser, Mariusz Wach. Touahri wyraźnie wygrał wszystkie trzy rundy, mimo tego walka zakończyła się remisem. Po walce wyjawił, że wraz z rywalem umówili się, że przypadku decyzji sędziowskiej ich pojedynek zakończy się takim właśnie werdyktem.

## Walka w boksie
10 maja 2024 w Krakowie na gali Silesian MMA 15 stoczył walkę bokserską z zawodnikiem KSW, Danielem Rutkowskim. Przegrał na pełnym dystansie przez jednogłośną decyzję sędziów.

## Osiągnięcia[35]

### Mieszane sztuki walki
- Mistrz Polski w MMA Shooto kat. 83 kg, 2010
- Trzykrotny zwycięzca Ligi Shooto w kat. 83 kg

### Submission fighting
- Puchar Polski w Submission Fighting w kat. zaawansowani 87,9 kg, 2011[36]

### Brazylijskie jiu-jitsu
- Mistrz Polski BJJ w kat. 88,3 kg, 2009[37]
- Puchar Polski BJJ w kat. 88,3 kg, 2008
- Liga BJJ w kat. 88,3 kg – złoto

## Lista walk w MMA

### Zawodowe
| Wynik     | Bilans | Przeciwnik (bilans przed walką) | Rozstrzygnięcie                      | Runda | Czas | Rozgrywki                                   | Data       | Miejsce      | Uwagi                                                                                               |
| --------- | ------ | ------------------------------- | ------------------------------------ | ----- | ---- | ------------------------------------------- | ---------- | ------------ | --------------------------------------------------------------------------------------------------- |
|           |        | TBA (?-?)                       |                                      |       |      | MMA Attack 6                                | 27.09.2025 | Opole        | Main Event                                                                                          |
| Wygrana   | 11-4   | Gracjan Szadziński (9-6)        | KO (prawy prosty)                    | 2     | 1:22 | Clout MMA 5: AJ Challenge                   | 08.06.2024 | Katowice     | Walka na zmodyfikowanych zasadach organizacji Pride FC. Dozwolone łokcie, soccer kicki oraz stompy. |
| Przegrana | 10-4   | Mickey Gall (5-2)               | Decyzja (jednogłośna)                | 3     | 5:00 | UFC on ESPN: Covington vs. Lawler           | 03.08.2019 | Newark       | |
| Przegrana | 10-3   | Keita Nakamura (33-9-2)         | Decyzja (niejednogłośna)             | 3     | 5:00 | UFC Fight Night 142: Dos Santos vs. Tuivasa | 01.12.2018 | Adelaide     | |
| Przegrana | 10-2   | Warlley Alves (10-2)            | Decyzja (jednogłośna)                | 3     | 5:00 | UFC Fight Night: Cerrone vs. Till           | 21.10.2017 | Gdańsk       | Debiut w UFC.                                                                                       |
| Wygrana   | 10-1   | Bajzet Chatkhohu (6-2)          | KO (lewy sierpowy)                   | 1     | 3:11 | Tech-Krep FC: PRIME Selection 2016 Finals   | 29.10.2016 | Krasnodar    | Co-Main Event                                                                                       |
| Wygrana   | 9-1    | Matt Inman (17-7)               | KO (cios na korpus)                  | 1     | 3:56 | XCage 9: PLMMA 65 / AFC 10                  | 09.04.2016 | Toruń        | |
| Wygrana   | 8-1    | Tomasz Romanowski (5-4)         | Decyzja (większościowa)              | 3     | 5:00 | XCage 7: PLMMA 50 Extra                     | 13.03.2015 | Toruń        | |
| Wygrana   | 7-1    | Gabor Szabo (2-2)               | TKO (ciosy pięściami w parterze)     | 2     | 4:55 | Battle of Warriors 2                        | 11.04.2014 | Kraków       | |
| Wygrana   | 6-1    | Bartłomiej Ambroziak (0-0)      | TKO (ciosy pięściami w parterze)     | 1     | 2:50 | Soul FC 2: The Next Battle                  | 01.02.2014 | Zielona Góra | Co-Main Event                                                                                       |
| Przegrana | 5-1    | Paweł Żelazowski (5-0)          | KO (ciosy pięściami)                 | 1     | 0:28 | PLMMA 22: Black Dragon                      | 05.10.2013 | Andrychów    | Pojedynek o pas mistrzowski PLMMA w wadze półśredniej. Co-Main Event                                |
| Wygrana   | 5-0    | Radosław Domański (2-1)         | TKO (ciosy pięściami w parterze)     | 1     | 4:12 | Superliga MSW 1                             | 03.04.2013 | Warszawa     | |
| Wygrana   | 4-0    | Zbigniew Żłobiński (4-1)        | Decyzja (jednogłośna)                | 3     | 3:00 | MMAC 12: The City of Kings                  | 30.11.2012 | Kraków       | |
| Wygrana   | 3-0    | Igor Smith (0-0)                | Poddanie (duszenie zza pleców)       | 1     | 3:40 | Bigger's Better                             | 16.11.2012 | Andrychów    | Debiut w wadze półśredniej. Main Event                                                              |
| Wygrana   | 2-0    | Daniel Tobolik (1-3)            | Poddanie (duszenie trójkątne rękoma) | 1     | 3:19 | MMA Andrychów                               | 07.07.2012 | Andrychów    | Limit umowny -82 kg.                                                                                |
| Wygrana   | 1-0    | Rafał Kowalski (1-1)            | KO (cios pięścią)                    | 1     | 1:32 | Black Dragon: Fight Show                    | 20.11.2010 | Andrychów    | Limit umowny -80 kg.                                                                                |

### Pokazowa
| Wynik | Bilans | Przeciwnik (bilans przed walką) | Rozstrzygnięcie | Runda | Czas | Rozgrywki                               | Data       | Miejsce | Uwagi                                                                                       |
| ----- | ------ | ------------------------------- | --------------- | ----- | ---- | --------------------------------------- | ---------- | ------- | ------------------------------------------------------------------------------------------- |
| Remis | 11-4-1 | Mariusz Wach (0-0)              | Remis           | 3     | 2:00 | Silesian MMA 20 & MMA Attack 5 & WIP 10 | 01.02.2025 | Będzin  | W przypadku braku skończenia walki przed czasem został ogłoszony remis. Walka w wadze open. |

## Lista walk w boksie
| Wynik     | Bilans | Przeciwnik (bilans przed walką) | Rozstrzygnięcie       | Runda | Czas | Rozgrywki       | Data       | Miejsce | Uwagi                           |
| --------- | ------ | ------------------------------- | --------------------- | ----- | ---- | --------------- | ---------- | ------- | ------------------------------- |
| Przegrana | 0-1    | Daniel Rutkowski (3-3)          | Decyzja (jednogłośna) | 3     | 3:00 | Silesian MMA 15 | 10.05.2024 | Kraków  | Limit umowny -80 kg. Main Event |

## Problemy z prawem
Touahri został aresztowany 29 stycznia 2020 przez Centralne Biuro Śledcze w związku z podejrzeniem należenia do zorganizowanej grupy przestępczej składającej się z kiboli Cracovii oraz handlem narkotykami na masową skalę. Aresztowanie nastąpiło po zeznaniach małego świadka koronnego, ps. ”Klemens”, a obecnie nie ma żadnych dowodów potwierdzających winę Salima. Zawodnik wydał oświadczenie w związku z zaistniałą sytuacją. 13 kwietnia 2021 Sąd Okręgowy w Krakowie, zadecydował o opuszczenie aresztu przez Touahriego.